# Єрвандіди

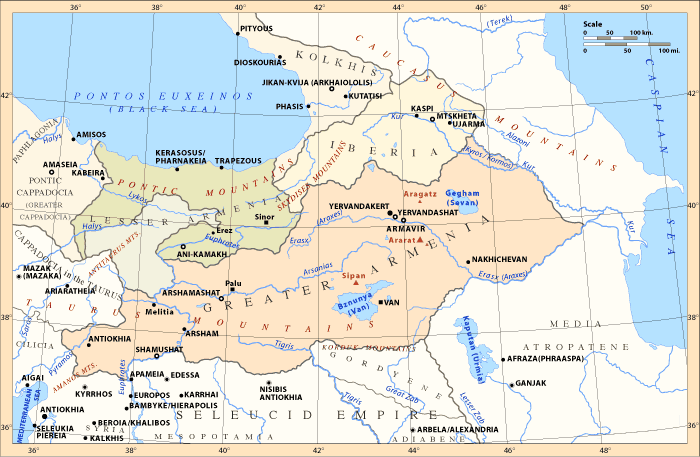
Держава Єрвандидів

Оронтіди, також Єрвандіди та Єрвандуні (вірм. Երվանդունիների հարստություն) (бл. 410  — 200 до н. е.) — вірменська династія іранського походження

, що правила Вірменією у V — IV століттях до н. е., як перські (ахеменідські) сатрапи Східної Вірменії, в 323 — 200 р. до н. е. як незалежні царі Айраратського царства. Згідно Страбоном («Географія», XI, 14, 15), походила від перського вельможі Гідарна, одного з семи вбивць Гаумата. Проте насправді рід сатрапів Гідарнидів припинився у 410 році до н.е., після чого сатрапом було призначено бактрійського аристократа Арташира, від імені сина якого Оронта (у вірменському варіанті Єрванда) рід став зватися Оронтидами (Єрвандідами). На нетривалий час (з 344 до 336 року до н.е.) втрачають посаду сатрапів. Після початку розпаду держави Александра Македонського 323 року до н.е. стали незалежними царями. Ця династія також з 260 до 200 років до н.е. панувала в Софені та Коммагені. Її відгалуженням, що є дискусійним, вважається династія Арташесидів, що правила Вірменією в II — I ст. до н. е. Згодом також правила в елліністичному царстві Коммагена.